# 青州昭德古街
青州昭德古街，位于山东省青州市云门山街道。是中华人民共和国山东省省级文物保护单位之一。
2013年，列入第四批山东省文物保护单位，该文物保护单位是一座古建筑。